# Ахмед Акрам
Ахмед Акрам Абас (арап. أحمد أكرم; Каиро, 20. октобар 1996) египатски је пливач чија специјалност су трке слободним стилом на дужим дистанцама. Некадашњи је олимпијски победник са Олимпијских игара младих у Нанкингу 2014, у трци на 800 слободно.  

## Спортска каријера
Акрам је дебитовао на међународним такмичењима на светском првенству у Барселони 2013, а учествовао је и на наредна три узастопна светска првенства — у Казању 2015, Будимпешти 2017. и Квангџуу 2019. године. Најбољи резултат у каријери је постигао у Казању, где је заузео високо четврто место у финалу трке на 1500 слободно.  
Први велики успех у каријери постигао је на Олимпијским играма младих у Нанкингу 2014, где је освојио златну медаљу у трци на 800 метара слободним стилом, а свега годину дана касније освојио је четири златне медаље на Афричким играма у Бразавилу. 
Акрам је био део египатског олимпијског тима на ЛОИ 2016. у Рију, где је наступио у квалификационим тркама на 400 слободно (27. место) и 1500 слободно (11. место).  